# Alekszejevszkoje
Alekszejevszkoje (oroszul: Алексеевское) városi jellegű település Oroszországban, Tatárföldön, az Alekszejevszkojei járás székhelye. 
Népessége: 11 224 fő (a 2010. évi népszámláláskor).

## Elhelyezkedése
Kazanytól 108 km-re délkeletre (vagy 95 km-re) a Kujbisevi-víztározó kámai ágának déli (bal) partján helyezkedik el. A településen át halad az R239-es Kazany–Almetyjevszk–Orenburg főút.
A falu határában van a déli hídfője a Kámán és árterén átívelő csaknem 14 km hosszú közúti hídnak. Építésének első szakasza tíz évig tartott (1992–2002), a végleges, kétszer kétsávosra bővített hidat 2016-ban adták át a forgalomnak. Korábban a Kámán csak komppal, illetve télen a befagyott folyó jegén lehetett átkelni.

## Története
A település a 18. század elején keletkezett, gróf P. M. Aprakszin kormányzó (1659–1728) birtokaihoz tartozott. Első fatemplomát 1712-ben építették. 1836-ban elkészült kőtemplomát a szovjet korszakban, 1937-ben bezárták, az 1950-es években lerombolták. A jelenlegi Voszkreszenszkij- (Feltámadás-) templom alapkövét 1996-ban fektették le, az elkészült templomot 2008-ban szentelték fel.

## Népessége
| Év   | Népesség |
| ---- | -------- |
| 1938 | 4.823    |
| 1949 | 3.778    |
| 1959 | 4.989    |
| 1970 | 6.366    |
| 1979 | 6.332    |
| 1989 | 8.100    |
| 2002 | 9.720    |
| 2010 | 11.224   |

## Régészeti emlékek
Az 1960-as évek elején a település környékén és szerte az Alekszejevszkojei járásban több régészeti lelőhelyet tártak fel, egy részük azonban a víztározó feltöltésekor végleg víz alá került. A járásban, Alekszejevszkojetől kb. 55 km-re délre (Biljarszk falu határában) találhatók Biljar, az egykori Volgai Bolgárország egyik központi városának maradványai.